# Halové mistrovství Evropy v atletice 2007 – vrh koulí žen
Koule žen na halovém ME 2007 se uskutečnila dne 3. – 4. března v hale National Indoor Arena (The NIA) v britském Birminghamu. Titul vybojovala Italka Assunta Legnanteová, jež zvítězila výkonem 18,92 metru.

## Finálové výsledky
| Umístění         | Jméno                | Národnost | #1    | #2    | #3    | #4    | #5    | #6    | Výsledek | Poznámka |
| ---------------- | -------------------- | --------- | ----- | ----- | ----- | ----- | ----- | ----- | -------- | -------- |
| Zlatá medaile    | Assunta Legnanteová  | Itálie    | 17,05 | 18,71 | 18,92 | X     | X     | 18,34 | 18,92 m  |          |
| Stříbrná medaile | Irina Chudoroškinová | Rusko     | 17,93 | 17,99 | X     | 17,80 | 18,50 | X     | 18,50 m  |          |
| Bronzová medaile | Olga Rjabinkinová    | Rusko     | X     | 17,72 | 18,00 | 18,01 | 18,16 | X     | 18,16 m  |          |
| 4.               | Julija Leancjuková   | Bělorusko | X     | 18,10 | 17,95 | X     | X     | 17,34 | 18,10 m  |          |
| 5.               | Laurince Manfrediová | Francie   | 17,41 | 17,94 | 17,56 | X     | 17,77 | 18,02 | 18,02 m  | SB       |
| 6.               | Anna Omarovová       | Rusko     | 17,25 | 17,98 | 17,25 | 17,87 | 17,83 | 17,01 | 17,98 m  |          |
| 7.               | Jessica Cerivalová   | Francie   | X     | 15,87 | 16,08 | 16,46 | X     | 16,51 | 16,51 m  |          |
| 8.               | Helena Engmanová     | Švédsko   | X     | 15,63 | 15,70 | 15,58 | 15,75 | 16,09 | 16,09 m  |          |

Poznámka: SB = výkon sezóny